# Preonstjärna
En preonstjärna är en hypotetisk kompakt himlakropp, som antas bestå av preoner, en grupp teoretiska subatomära partiklar, som har föreslagits vara beståndsdelar till kvarkar och leptoner. En sådan stjärna förväntas ha en ofantlig masstäthet: mer än 1020 g/cm³. Den skulle alltså i detta avseende hamna mellan en neutronstjärna och ett svart hål.

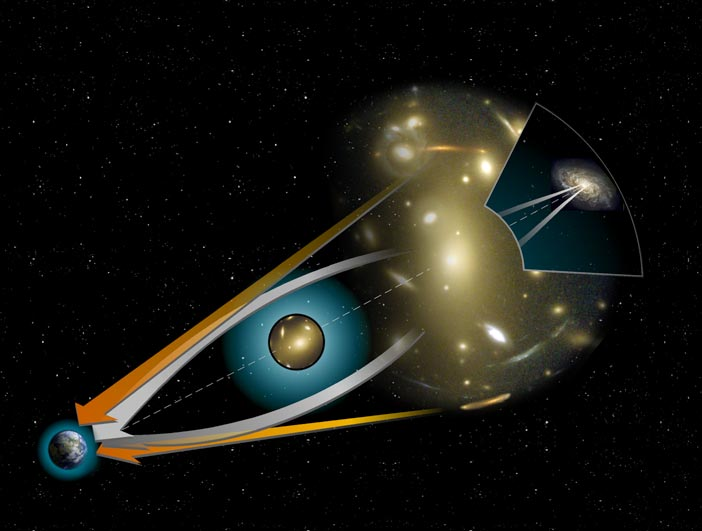
Gammastrålning som böjs i närheten av en preonstjärna. De orangea linjerna visar objektets skenbara position och de vita linjerna visar strålningens väg från källans verkliga position.

## Teoretiska överväganden och möjlig observation
En mindre preonstjärna med samma massa som Jorden skulle vara omkring 5 meter i diameter. Sådana objekt borde i princip kunna upptäckas genom avlägsen gammastrålning. De själva skulle kunna ha sitt ursprung i någon typ av supernovaexplosion. Preonstjärnor skulle också kunna vara en kandidat för mörk materia.